# 1817
Промислова революція •  Російська імперія • Боротьба країн Латинської Америки за незалежність

## Геополітична ситуація
Австрійську імперію очолює Франц II (до 1835). Вона охоплює, крім власне австрійських земель, Угорщину з Хорватією, Трансильванію, Богемію, Північну Італію. Король Пруссії — Фрідріх-Вільгельм III (до 1840). Баварське королівство очолює Максиміліан I (до 1825). Австрія, Прусія, Баварія та інші німецькомовні держави об'єднані в Німецький союз.
У Росії царює імператор Олександр I (до 1825). Російській імперії належить більша частина України, значна частина Польщі, Грузія, частина Закавказзя, Фінляндія. Україну розділено між двома державами — Королівство Галичини та Володимирії належить Австрії, Правобережжя, Лівобережжя та Крим — Російській імперії. Задунайська Січ існує під протекторатом Османської імперії.
В Османській імперії править султан Махмуд II (до 1839). Під владою османів перебувають Близький Схід та Єгипет, Середземноморське узбережжя Північної Африки, частина Закавказзя, значні території в Європі: Греція, Болгарія і Сербія. Васалами османів є Волощина та Молдова.
У Франції править Людовик XVIII (до 1824). Франція має колонії в Карибському басейні, Південній Америці та Індії. На троні Іспанії сидить Фернандо VII (до 1833). Королівству Іспанія належать Нова Іспанія, Нова Гранада, Віцекоролівство Перу, Внутрішні провінції в Америці, Філіппіни. Повсюди в Латинській Америці триває національно-визвольна боротьба. Об'єднані провінції Ріо-де-ла-Плати проголосили незалежність від іспанської корони. У Португалії королює Жуан VI (до 1826). Португалія має володіння в Бразилії, в Африці, в Індії, в Індійському океані й Індонезії.
На троні Великої Британії сидить Георг III (до 1820). Через психічну хворобу короля, триває Епоха Регентства. Британія має колонії в Північній Америці, на Карибах та в Індії. Королівство Нідерланди очолює Віллем I (до 1840).
Сполучені Штати Америки займають територію частини колишніх британських колоній та купленої у Франції Луїзіани. Посаду президента США обіймає Джеймс Монро. Територія на півночі північноамериканського континенту належить Великій Британії, вона розділена на Нижню Канаду та Верхню Канаду, територія на півдні та заході континенту належить Іспанії.
Король Данії та Норвегії — Фредерік VII (до 1863), на шведському троні сидить Карл XIII (до 1818). Італія розділена між Австрією та Королівством Обох Сицилій. Існує Папська держава з центром у Римі.
В Ірані при владі Каджари. Британська Ост-Індійська компанія контролює значну частину Індостану. Усе ще зберігає могутність Імперія Маратха. У Пенджабі існує Сикхська держава. У Бірмі править династія Конбаун, у В'єтнамі — династія Нгуєн. У Китаї володарює Династія Цін. У Японії триває період Едо.

## Події

### В Україні
- Створено «Товариство галицьких греко-католицьких священників для поширення письмами просвіти і культури серед вірних»;
- В Одесі засновано Рішельєвський ліцей, який був закритим становим навчальним закладом у Російській імперії. Ліцей названий на честь колишнього новоросійського генерал-губернатора Армана Емманюеля дю Плессі Рішельє, внука всім відомого французького кардинала Рішельє.
- Закрито Києво-Могилянську академію.
- Одеса отримала статус порто-франко.

### У світі
- 19 січня армія Хосе де Сан-Мартіна почала перехід через Анди з Аргентини з метою визволення Чилі та Перу.
- 12 лютого аргентинсько-чилійські сили здобули перемогу над іспанцями у битві при Чакабуко.
- 4 березня Джеймс Монро приніс присягу президента США.
- 21 березня у Бразилії освячено прапор Пернамбуканської революції.
- 22 червня іспанський король Фердинанд VII королівським указом дозволив виробництво й продаж тютюнових виробів на Кубі, започаткувавши кубинську сигарну промисловість.
- 30 жовтня Сімон Болівар організував у Венесуелі незалежний уряд.
- 5 листопада почалася Третя англо-маратхська війна на індійському субконтиненті.
- 10 грудня Міссіссіппі прийняли до складу США 20-им штатом.

### Наука
- Шведський хімік Йоганн Арфведсон відкрив літій.
- Шведський хімік Йонс Якоб Берцеліус відкрив селен.

### Культура
- Побачили світ два романи Джейн Остін, надруковані посмертно: «Переконання» та «Нортенґерське абатство».
- Вальтер Скотт опублікував роман «Роб Рой».
- Джордж Гордон Байрон написав драматичну поему «Манфред».
- Почалося спорудження каналу Ері в Америці.
- У місті Руан, Франція, засновано компаніж L'Anciente Mutuelle, попередника глобальної страхової та фінансової компанії Axa.
- Засновано Університет Мічигану.
- Засновано Гентський університет.

## Народились
- 16 травня — Костомаров Микола Іванович, український історик, етнограф, письменник
- 29 липня — Айвазовський Іван Костянтинович (Ованес Айвазян), український художник-мариніст

## Померли
- 5 липня — Луїс де Ласі, іспанський політичний діяч; учасник Іспанської революції 1808—14; генерал.
- 18 липня — Джейн Остін, письменниця
- 15 жовтня — Тадеуш Костюшко, польський військовий діяч